# Blacy (Yonne)
Pour les articles homonymes, voir Blacy.
Blacy est une commune française située dans le département de l'Yonne, en région Bourgogne-Franche-Comté.

## Géographie

### Climat
Pour des articles plus généraux, voir Climat de la Bourgogne-Franche-Comté et Climat de l'Yonne.
En 2010, le climat de la commune est de type climat océanique dégradé des plaines du Centre et du Nord, selon une étude du Centre national de la recherche scientifique s'appuyant sur une série de données couvrant la période 1971-2000. En 2020, Météo-France publie une typologie des climats de la France métropolitaine dans laquelle la commune est exposée à un climat océanique altéré et est dans la région climatique  Lorraine, plateau de Langres, Morvan, caractérisée par un hiver rude (1,5 °C), des vents modérés et des brouillards fréquents en automne et hiver. 
Pour la période 1971-2000, la température annuelle moyenne est de 10,5 °C, avec une amplitude thermique annuelle de 15,7 °C. Le cumul annuel moyen de précipitations est de 846 mm, avec 13 jours de précipitations en janvier et 8,5 jours en juillet. Pour la période 1991-2020, la température moyenne annuelle observée sur la station météorologique de Météo-France la plus proche, « St André », sur la commune de Saint-André-en-Terre-Plaine à 10 km à vol d'oiseau, est de 11,3 °C et le cumul annuel moyen de précipitations est de 849,9 mm. 
La température maximale relevée sur cette station est de 41,3 °C, atteinte le 24 juillet 2019 ; la température minimale est de −16 °C, atteinte le 20 décembre 2009,,. 
Les paramètres climatiques de la commune ont été estimés pour le milieu du siècle (2041-2070) selon différents scénarios d'émission de gaz à effet de serre à partir des nouvelles projections climatiques de référence DRIAS-2020. Ils sont consultables sur un site dédié publié par Météo-France en novembre 2022.

## Urbanisme

### Typologie
Au 1er janvier 2024, Blacy est catégorisée commune rurale à habitat dispersé, selon la nouvelle grille communale de densité à sept niveaux définie par l'Insee en 2022.
Elle est située hors unité urbaine. Par ailleurs la commune fait partie de l'aire d'attraction d'Avallon, dont elle est une commune de la couronne,. Cette aire, qui regroupe 74 communes, est catégorisée dans les aires de moins de 50 000 habitants,.

### Occupation des sols
L'occupation des sols de la commune, telle qu'elle ressort de la base de données européenne d’occupation biophysique des sols Corine Land Cover (CLC), est marquée par l'importance des territoires agricoles (69,4 % en 2018), une proportion identique à celle de 1990 (69,4 %). La répartition détaillée en 2018 est la suivante : 
terres arables (54,8 %), forêts (30,5 %), prairies (14,5 %), zones urbanisées (0,2 %), zones agricoles hétérogènes (0,1 %). L'évolution de l’occupation des sols de la commune et de ses infrastructures peut être observée sur les différentes représentations cartographiques du territoire : la carte de Cassini (XVIIIe siècle), la carte d'état-major (1820-1866) et les cartes ou photos aériennes de l'IGN pour la période actuelle (1950 à aujourd'hui).

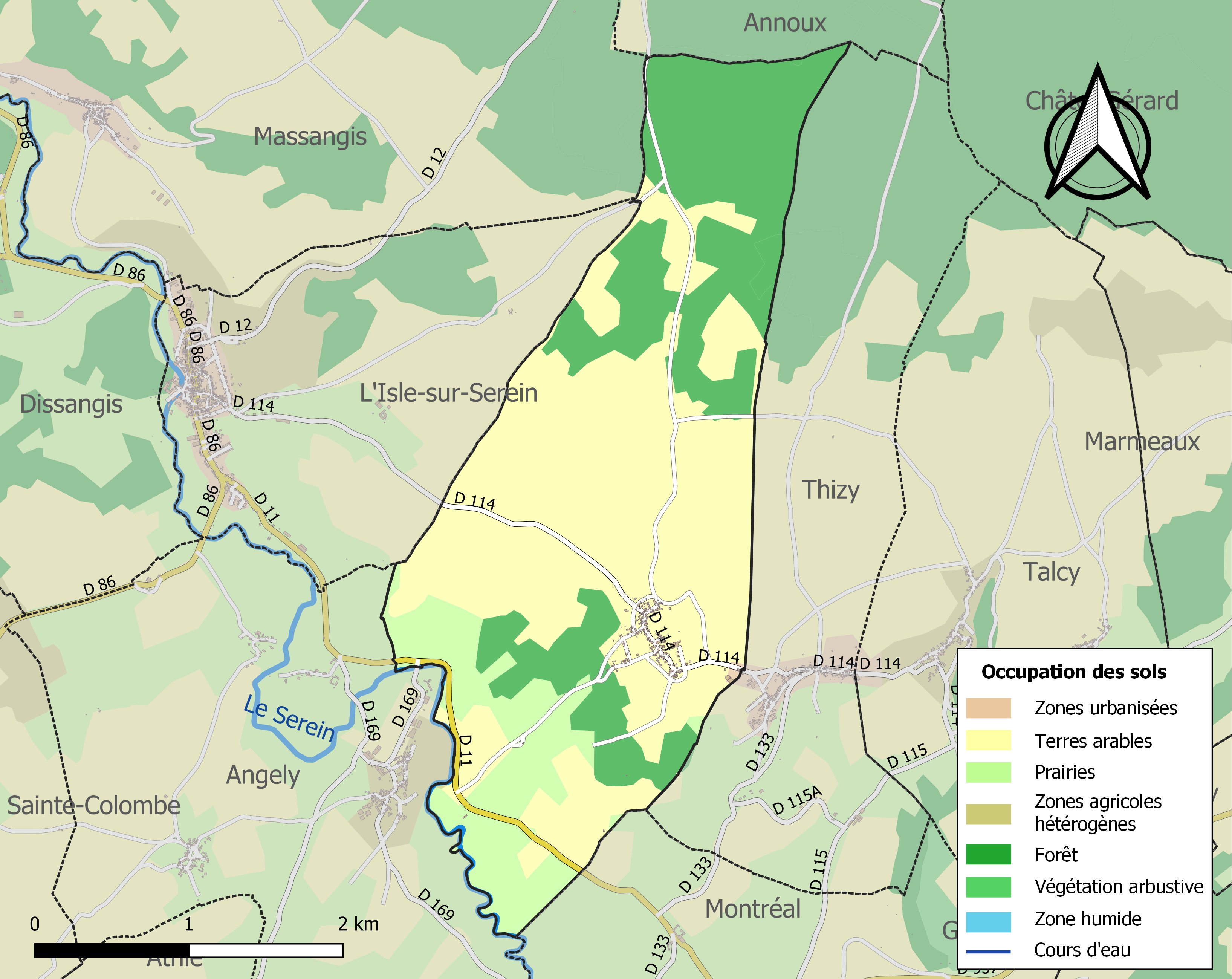
Carte des infrastructures et de l'occupation des sols de la commune en 2018 (CLC).

## Histoire

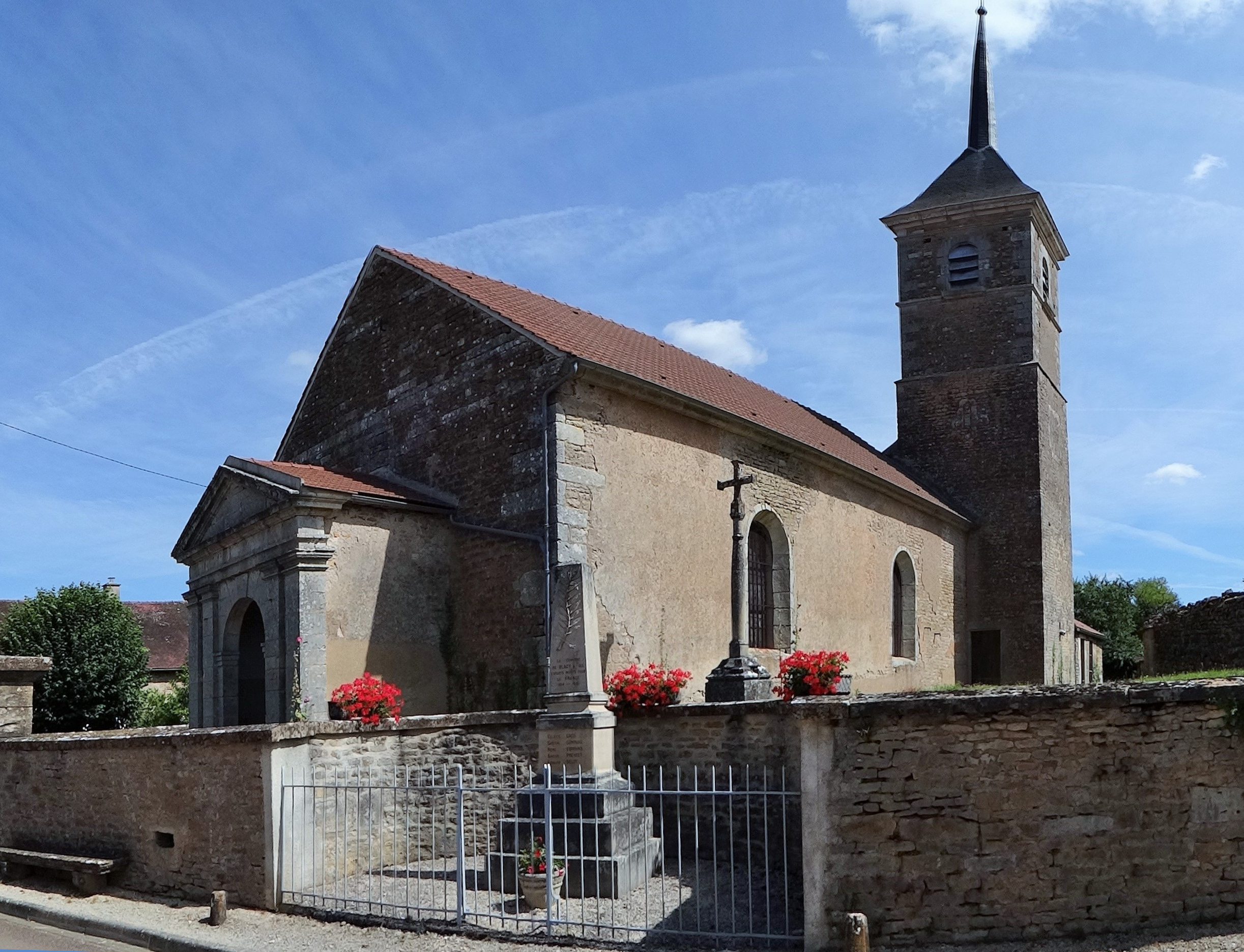
Église.

## Économie
Le GAEC du Champ Beaublé est implanté sur la commune.L'ensemble des activités de la ferme est conduit sous le mode de l'agriculture biologique, dont l'élevage d'une soixantaine de vaches laitières. Le lait est transformé sur place par la fromagerie des formes de Pierrette en fromage (fromage frais, tommes, etc.) ainsi qu’en yaourt et beurre. La ferme a son propre magasin de vente directe. Des visites de l'exploitation dont la traite des vaches sont possibles sur réservation.

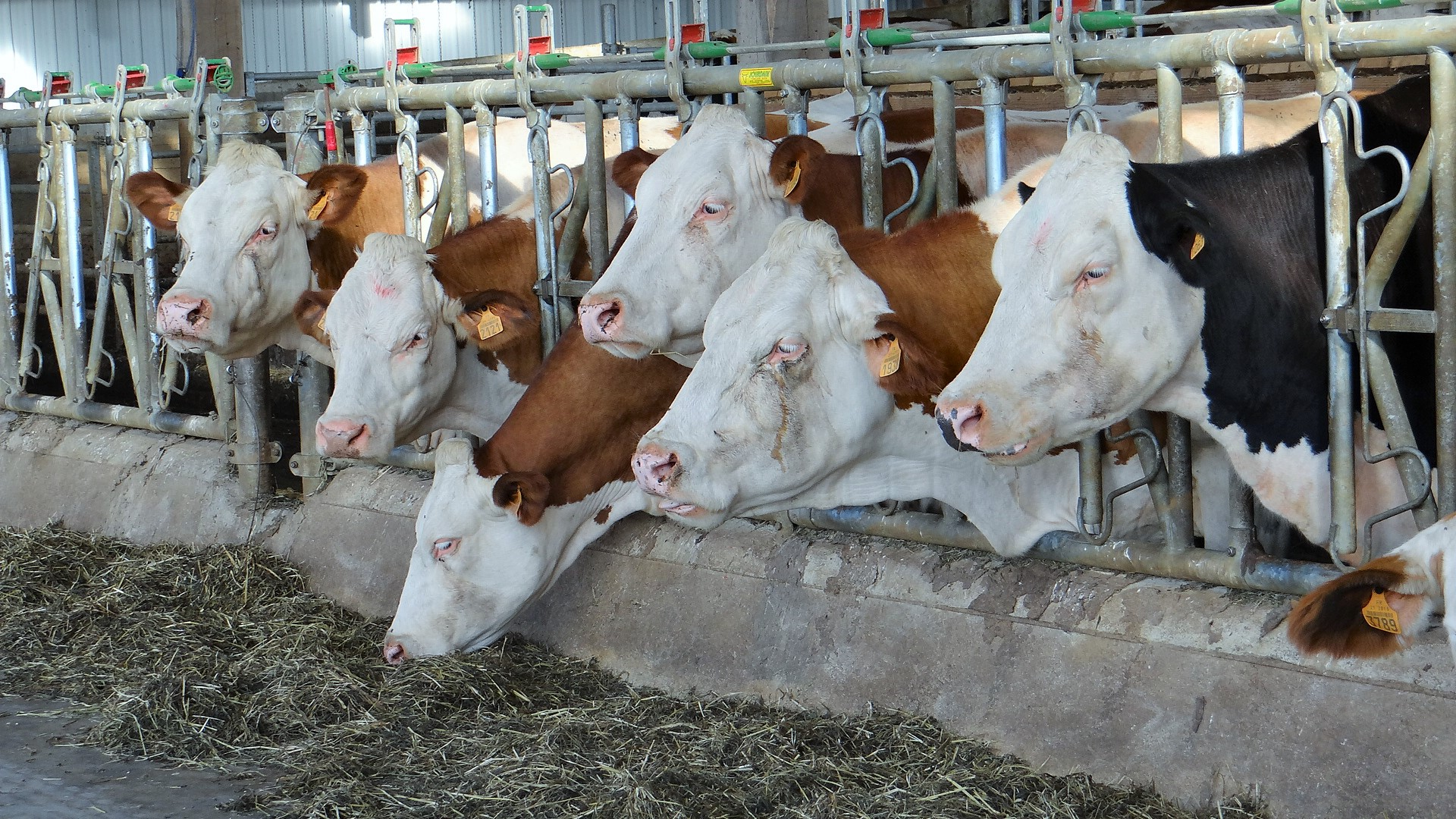
Vaches laitières.
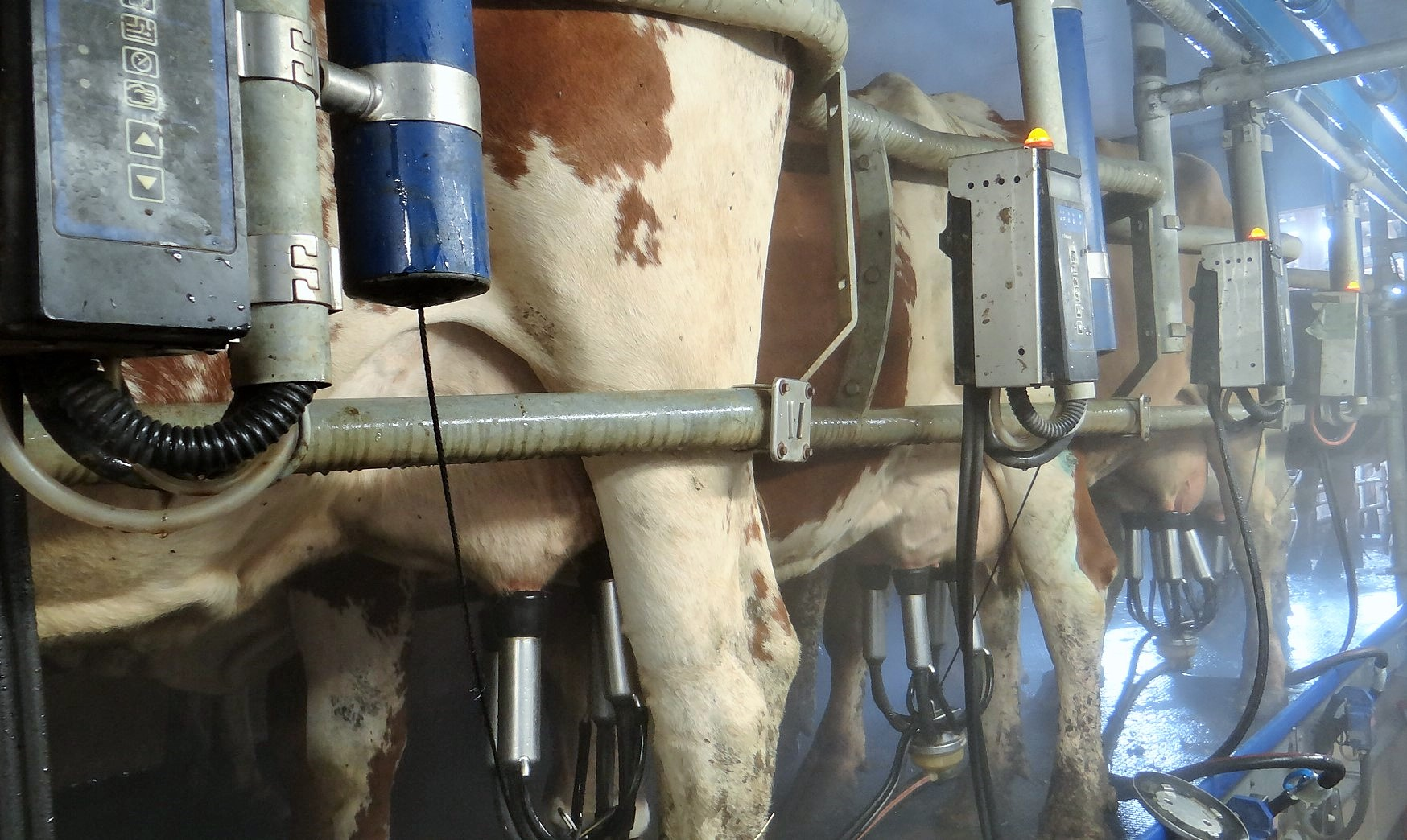
Traite des vaches.
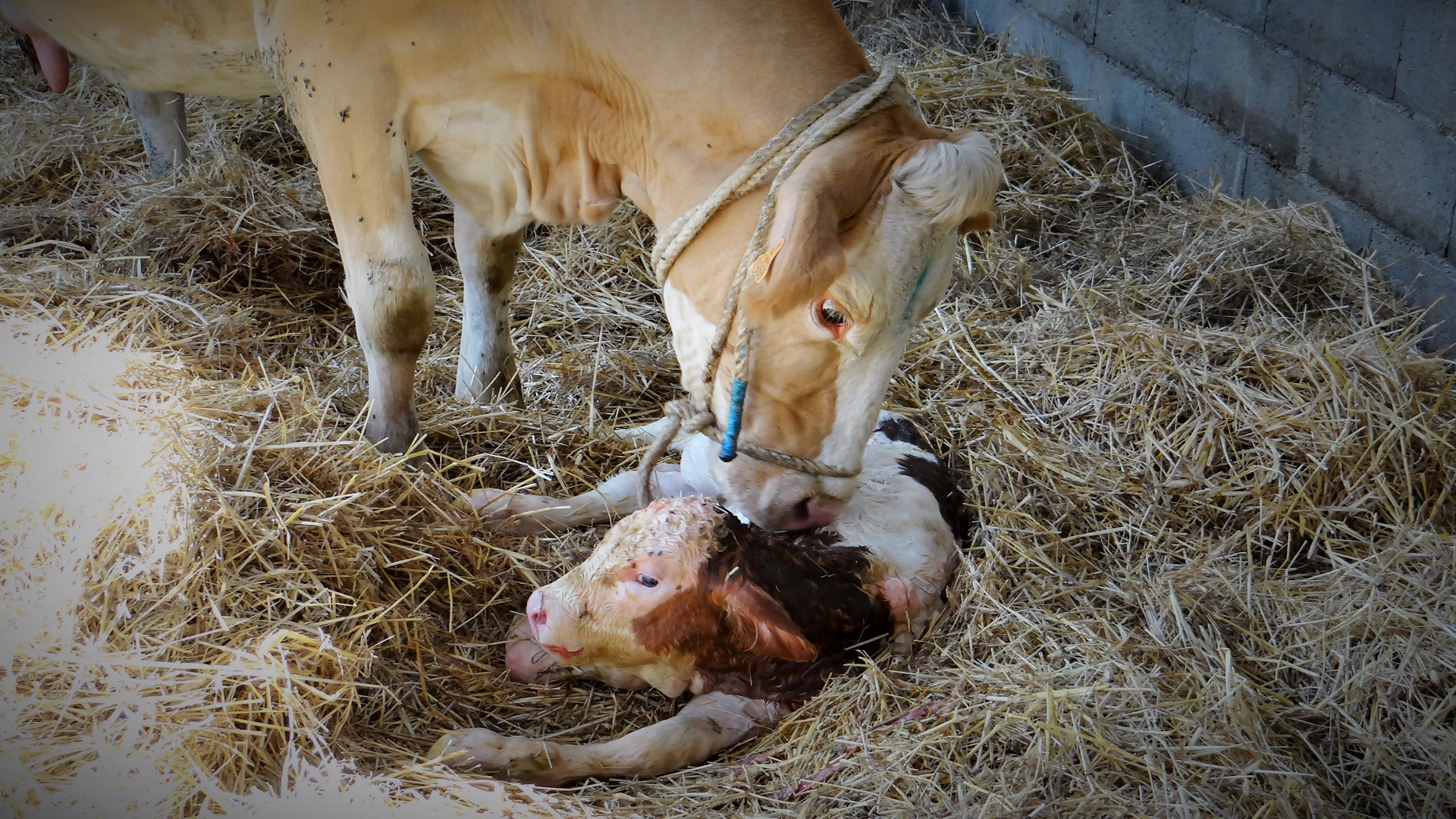
Vache et son veau nouveau-né.
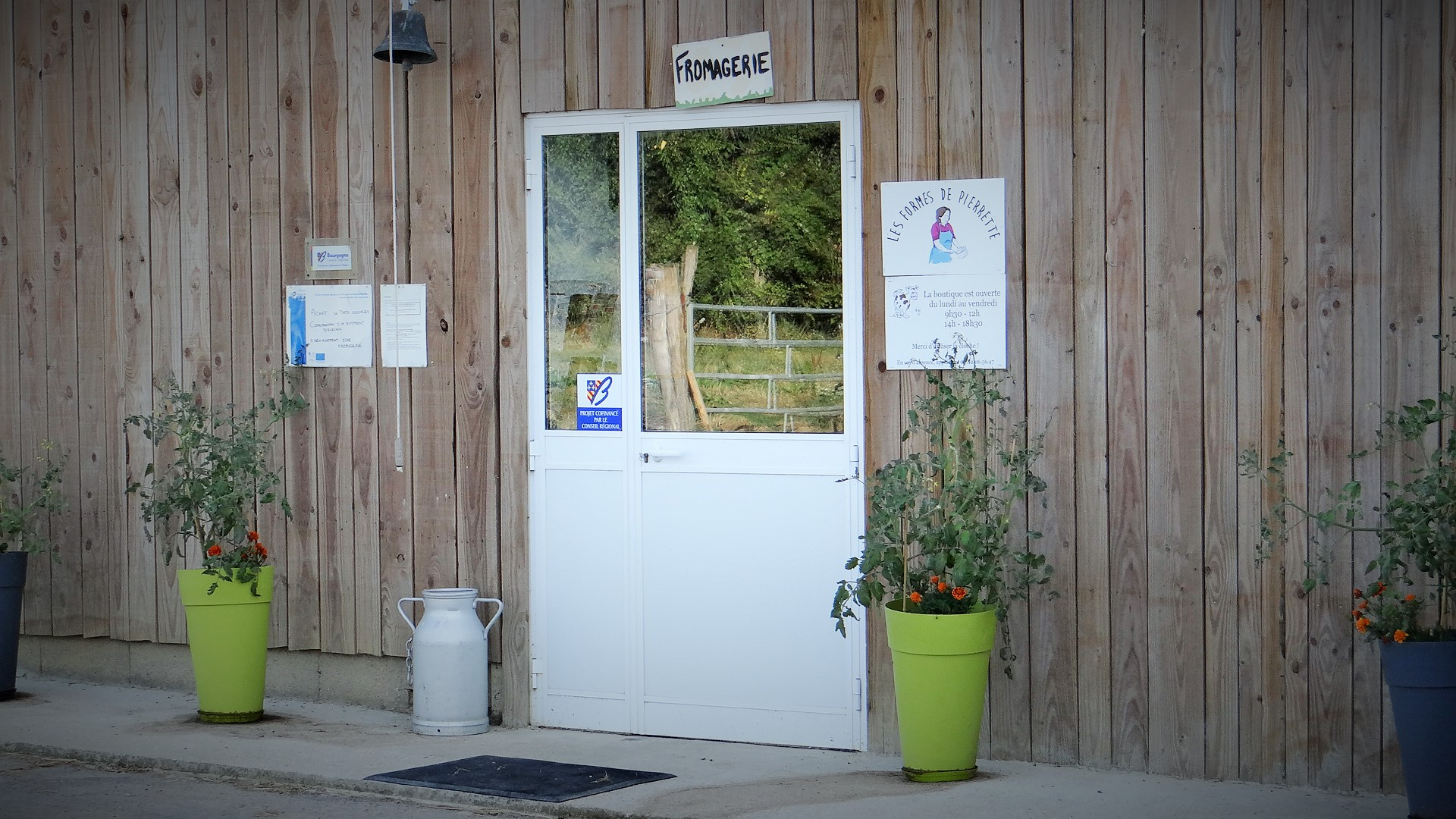
Entrée de la fromagerie.

## Politique et administration
| Période | Période  | Identité           | Étiquette | Qualité      |
| ------- | -------- | ------------------ | --------- | ------------ |
|         |          |                    |           |              |
| 1830    | 1860     | Simon Pierre Tardy |           | Propriétaire |
|         |          |                    |           |              |
| 2001    | 2008     | Auguste Guichard   | DVD       |              |
| 2008    | En cours | Nadine Legendre    |           |              |

## Démographie
L'évolution du nombre d'habitants est connue à travers les recensements de la population effectués dans la commune depuis 1793. Pour les communes de moins de 10 000 habitants, une enquête de recensement portant sur toute la population est réalisée tous les cinq ans, les populations de référence des années intermédiaires étant quant à elles estimées par interpolation ou extrapolation. Pour la commune, le premier recensement exhaustif entrant dans le cadre du nouveau dispositif a été réalisé en 2008.

En 2022, la commune comptait 99 habitants, en évolution de −4,81 % par rapport à 2016 (Yonne : −1,95 %, France hors Mayotte : +2,11 %).
| 1793 | 1800 | 1806 | 1821 | 1831 | 1836 | 1841 | 1846 | 1851 |
| ---- | ---- | ---- | ---- | ---- | ---- | ---- | ---- | ---- |
| 360  | 312  | 298  | 325  | 347  | 345  | 322  | 316  | 303  |

| 1856 | 1861 | 1866 | 1872 | 1876 | 1881 | 1886 | 1891 | 1896 |
| ---- | ---- | ---- | ---- | ---- | ---- | ---- | ---- | ---- |
| 268  | 274  | 292  | 249  | 268  | 273  | 309  | 238  | 240  |

| 1901 | 1906 | 1911 | 1921 | 1926 | 1931 | 1936 | 1946 | 1954 |
| ---- | ---- | ---- | ---- | ---- | ---- | ---- | ---- | ---- |
| 230  | 213  | 199  | 145  | 142  | 104  | 110  | 104  | 85   |

| 1962 | 1968 | 1975 | 1982 | 1990 | 1999 | 2006 | 2008 | 2013 |
| ---- | ---- | ---- | ---- | ---- | ---- | ---- | ---- | ---- |
| 85   | 86   | 90   | 90   | 89   | 90   | 103  | 107  | 107  |

| 2018 | 2022 | - | - | - | - | - | - | - |
| ---- | ---- | - | - | - | - | - | - | - |
| 102  | 99   | - | - | - | - | - | - | - |

## Culture locale et patrimoine

### Lieux et monuments
- Manoir de Blacy du XVIe[19]

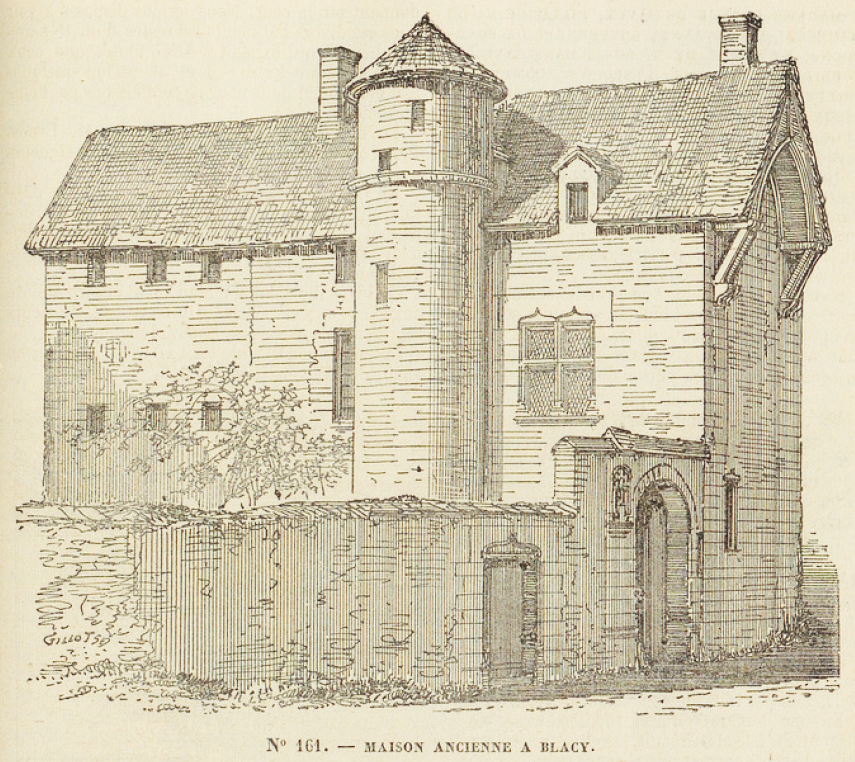
Manoir de Blacy, dessin de Victor Petit, 1870

- Dans les environs du village on peut voir un curieux lavoir, dit lavoir romain, qui semble dater d'une époque extrêmement ancienne (XIIe siècle sans doute). Il est formé d'une source jaillissant de la roche, captée dans un bassin en demi-lune qui se déverse lui-même dans un bassin rectangulaire. Le tout est abrité par une voûte en plein cintre de pierres sèches.

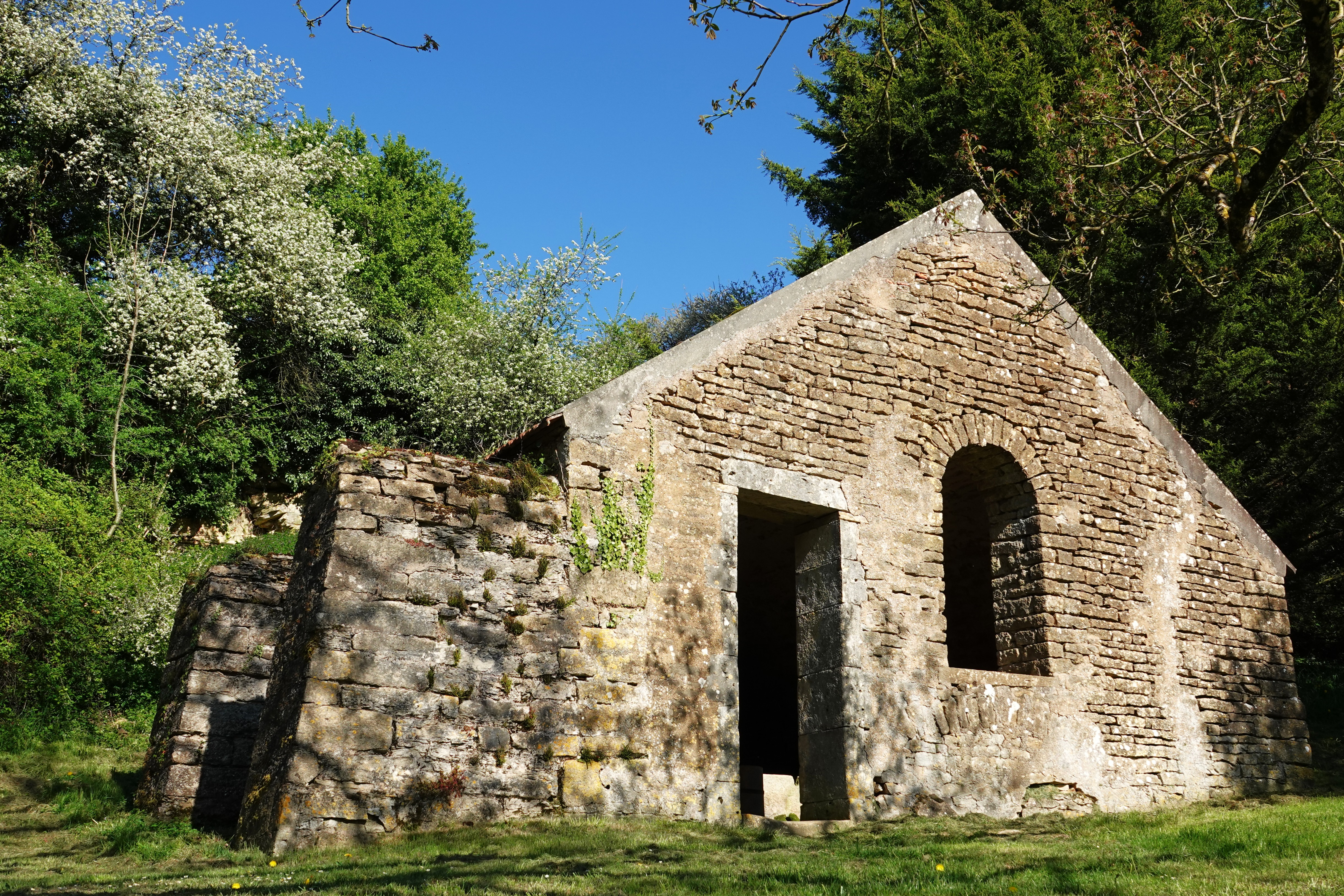
Lavoir.
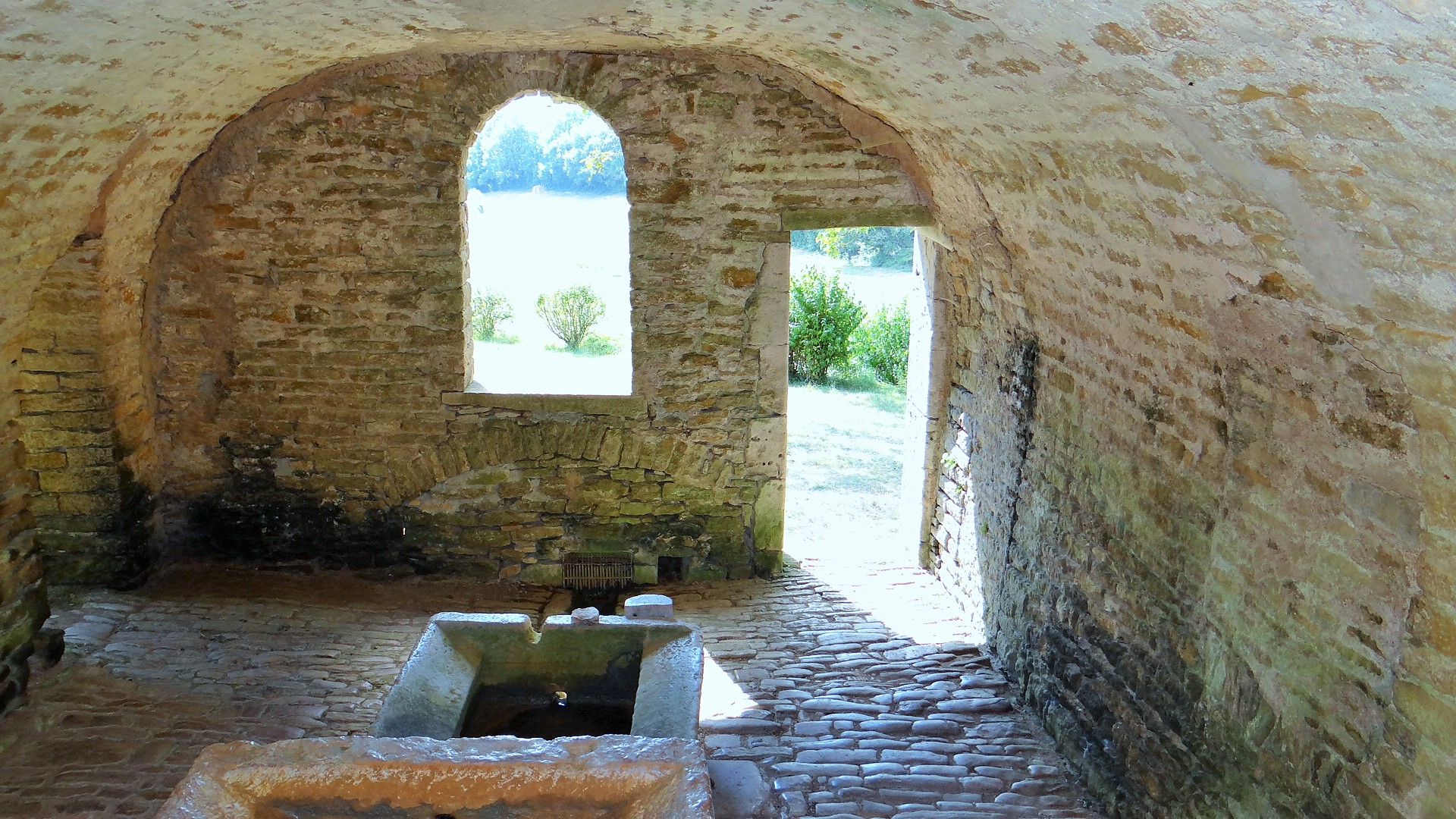
Intérieur du lavoir.
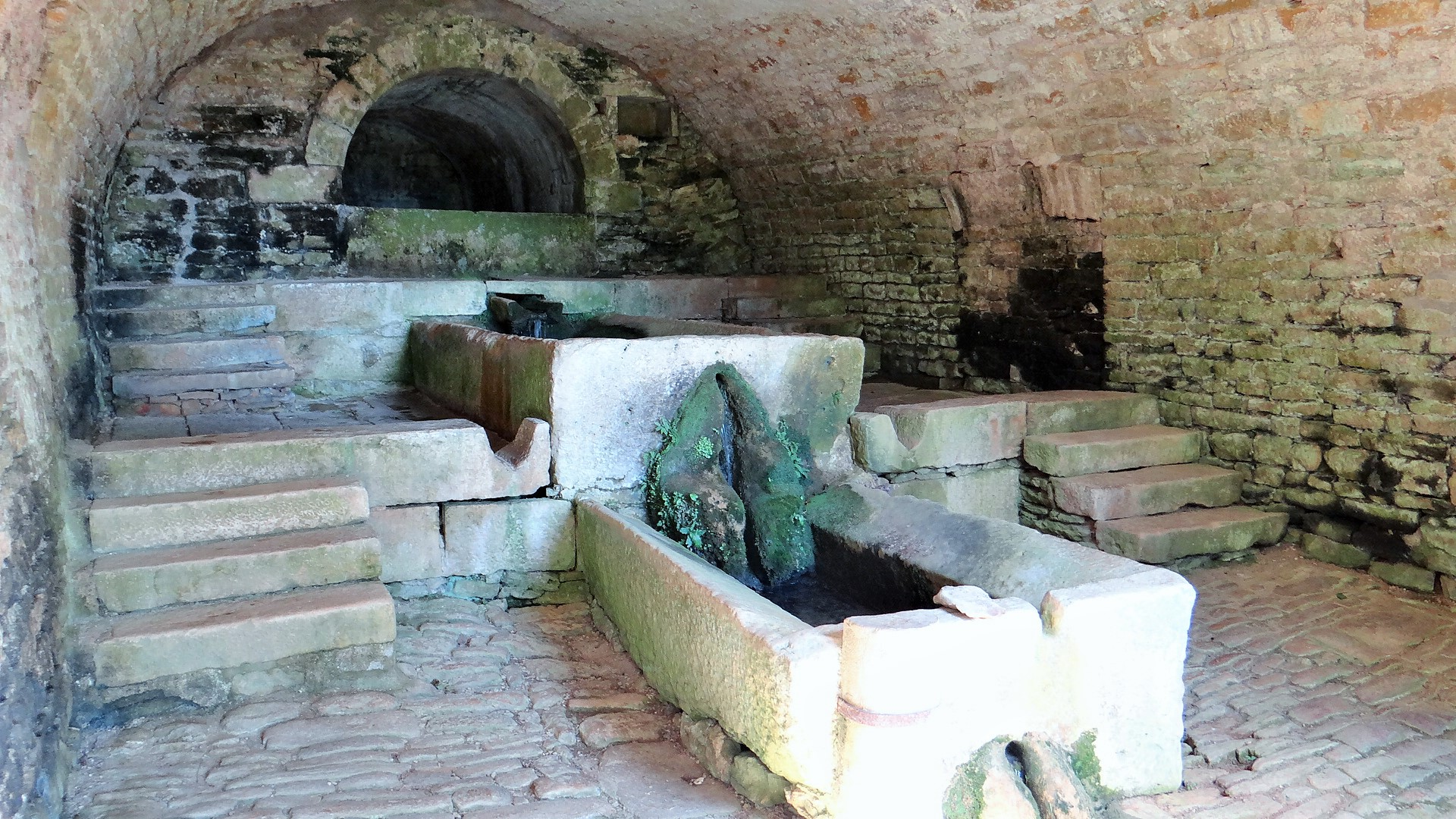
Intérieur du lavoir.

- Les ruines d'une tour du télégraphe Chappe sont encore visibles en empruntant un chemin à gauche en sous-bois à partir de la route entre Blacy et Annoux. Cette tour carrée est bâtie en pierre ; il lui manque sa partie supérieure . Elle aurait été construite en 1799, mais la ligne télégraphique Paris-Lyon n'a été mise en service qu'en 1807[20]. En 1809, la tour d'Annoux, située à 1200 m au nord, l'a remplacée. C'est certainement la mauvaise visibilité, depuis Blacy, de l'une des 2 tours adjacentes situées à Massangy et Pisy, qui a justifié ce transfert.

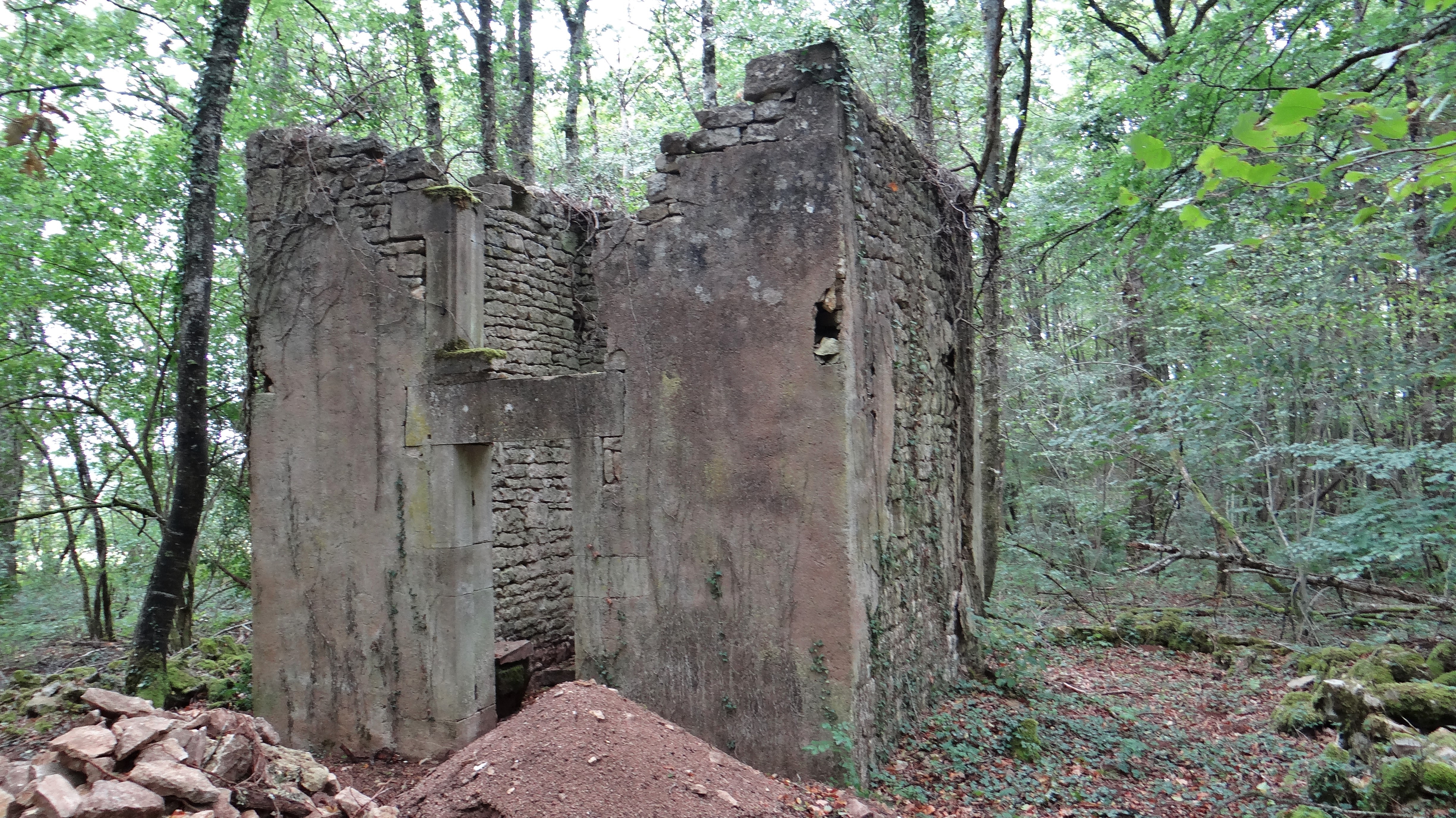
Ruines en 2020.
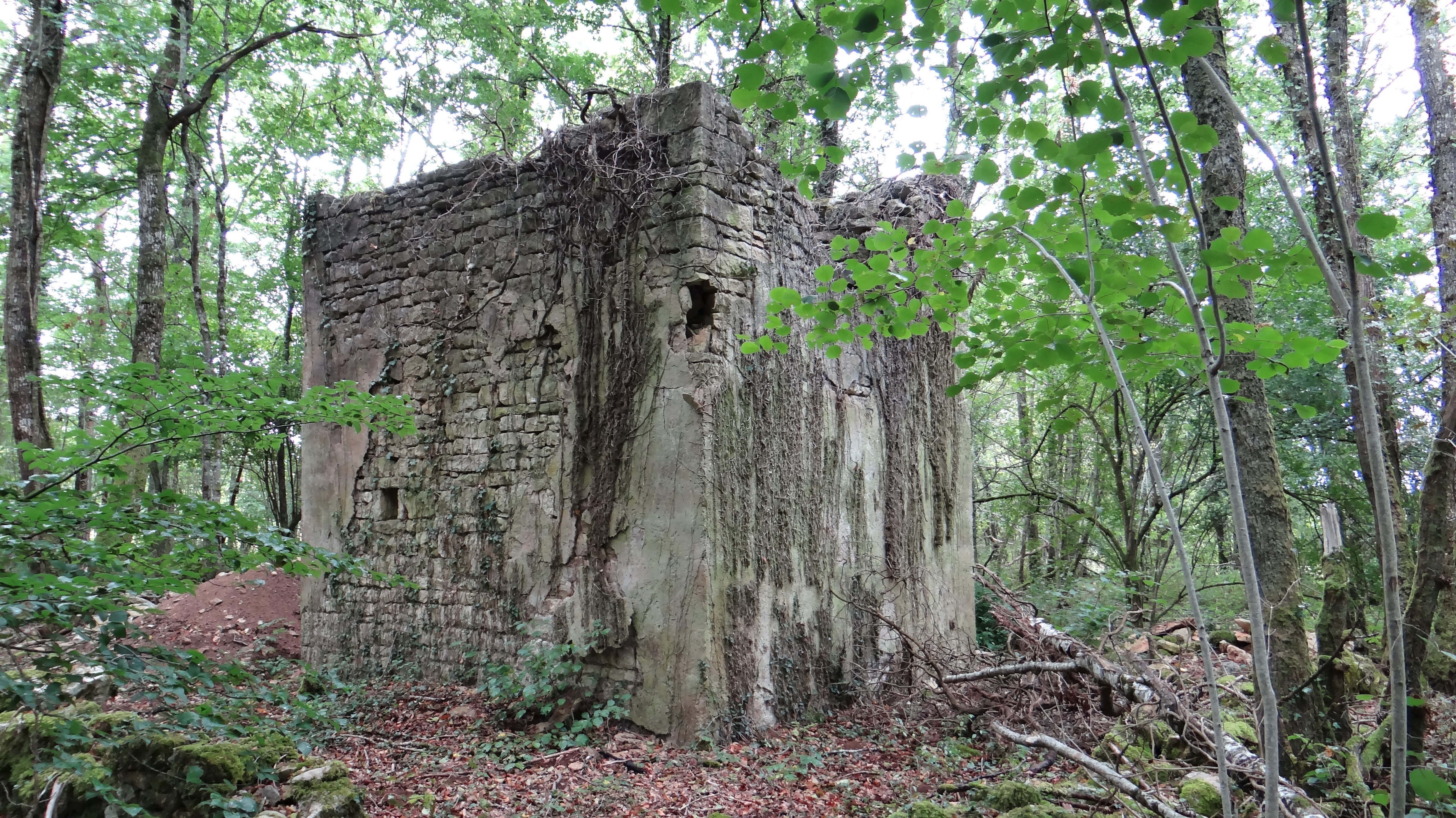
Ruines en 2020.
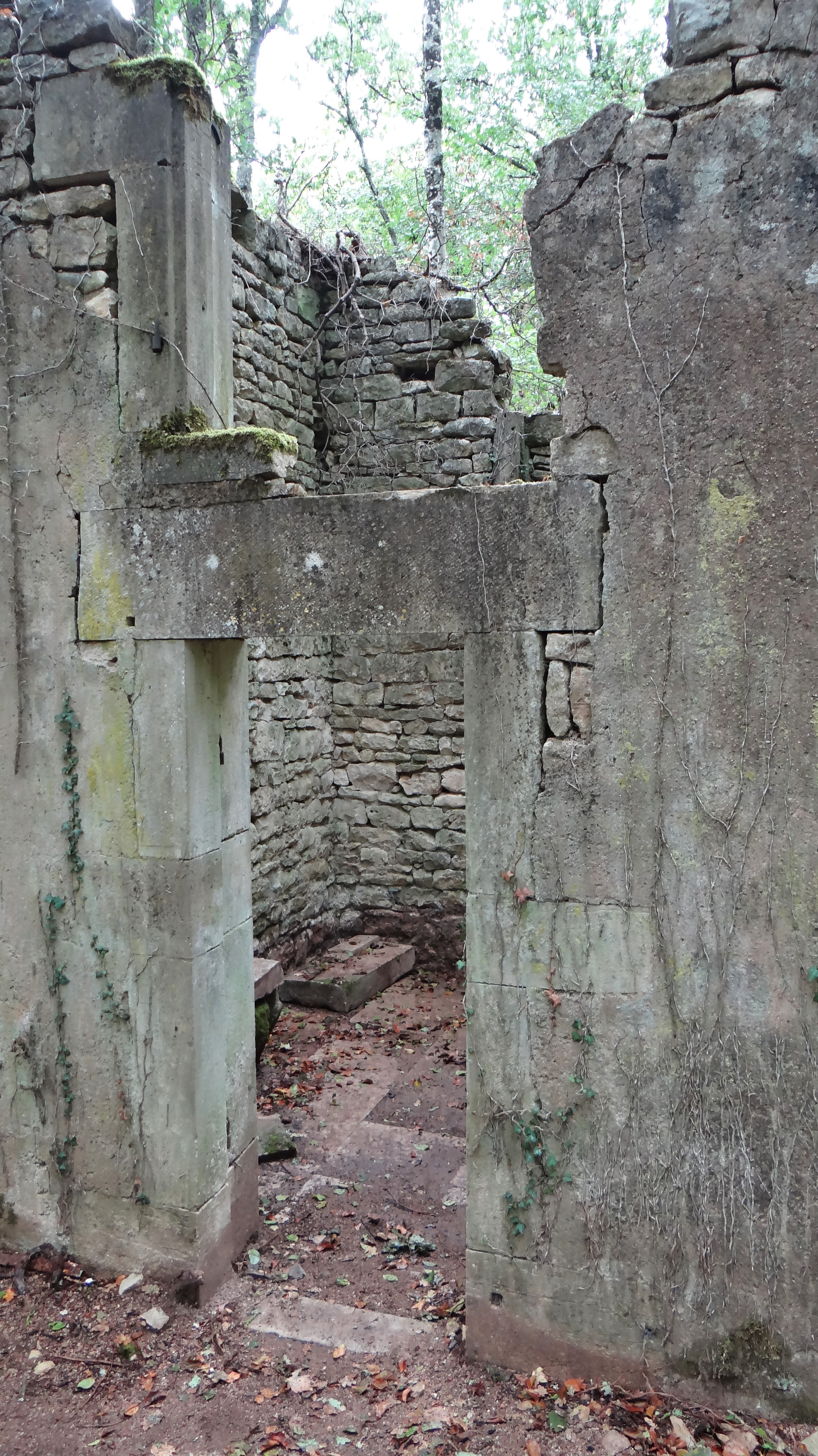
Porte d'entrée.
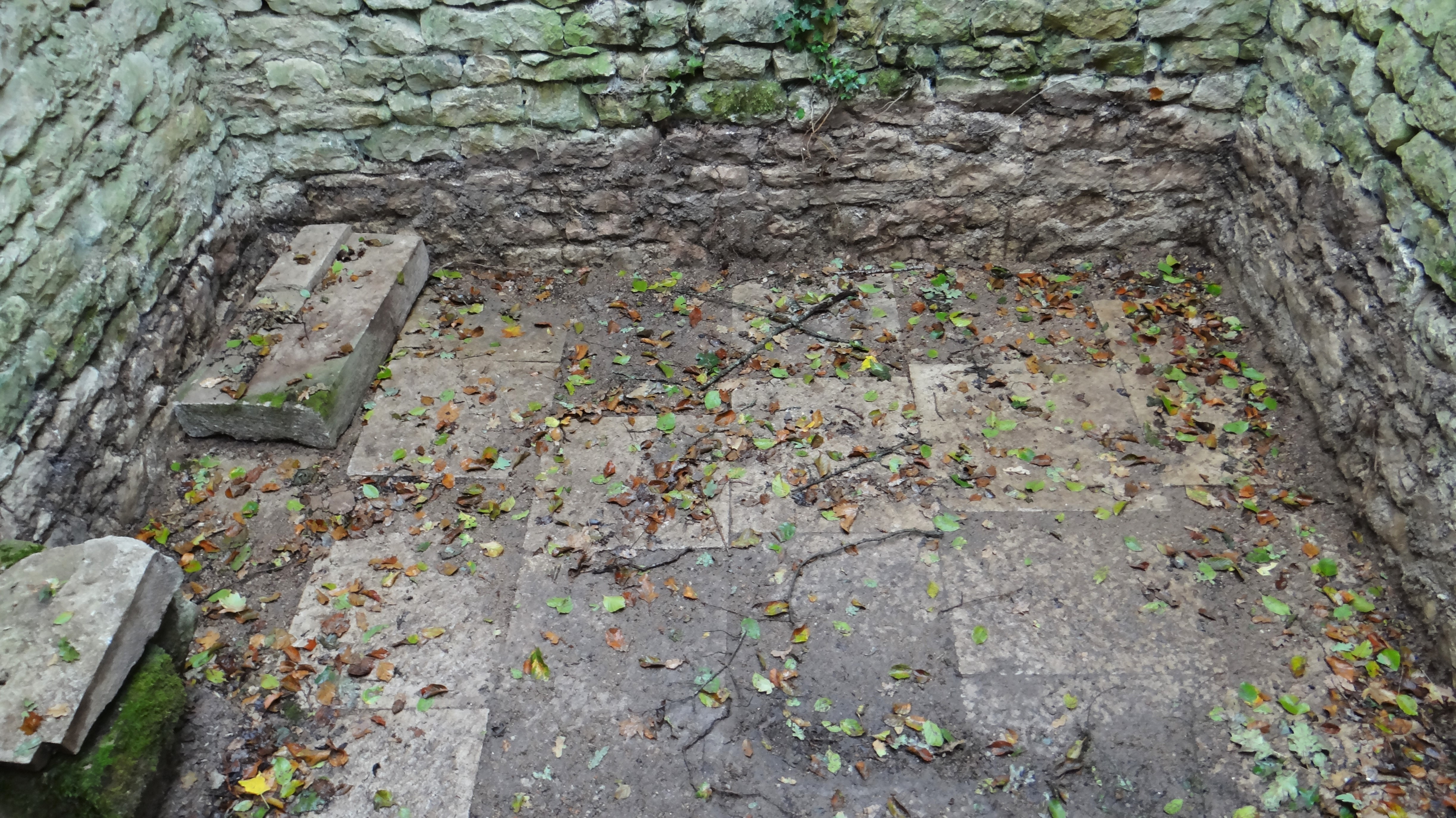
Dallage.

### Personnalités liées à la commune
- Edme Marie Cadoux (1853-1939), sculpteur né à Blacy d'une modeste famille de tailleurs de pierre. Pur produit de la Troisième République, il put entreprendre des études aux Beaux-Arts de Paris. Il reçut de nombreuses récompenses au Salon des artistes français où il exposa chaque année. Ses réalisations, tant à Paris, à Tunis qu'en Bourgogne recèlent toujours une grâce infinie, héritée de Houdon. On peut voir de lui en Puisaye notamment le bas-relief de l'autel de l'église de Saints réalisé en 1870 (il n'a alors que 17 ans), l'autel ainsi que les chapiteaux de l'église de Bléneau réalisés en 1877 ou encore la fontaine Chataigner, monument républicain face à l'église, qu'il réalisa en 1887. Il mourut à Thizy à l'âge de 86 ans[21].

## Pour approfondir